# Liste der Istanbuler Bürgermeister
|  | Dieser Artikel wurde aufgrund von inhaltlichen Mängeln auf der Qualitätssicherungsseite des Projektes Türkei eingetragen. Hilf mit, die Qualität dieses Artikels auf ein akzeptables Niveau zu bringen, und beteilige dich an der Diskussion! |

Wappen der Stadt

Nuri Aslan (Bürgermeister seit März 2025)

In eine Liste der Istanbuler Bürgermeister gehören die als Şehremini bezeichneten, ab 1855 ernannten oder gewählten Bürgermeister der Stadt Istanbul. Der erste, der diesen Titel trug, war Salih Paşa, der dieses Amt am 13. Juli 1855 übernahm. Von 1930 bis 1957 waren das Amt des Provinzgouverneurs und das des Bürgermeisters in einem Amte vereint. 
Bis 1855 wurden die Männer, die die Stadt führten, als Kadı bzw. Şehremini bezeichnet. Die rudimentäre innere Verwaltung übernahm ab 1453 als erster Hızırbey Çelebi, der die Funktion eines Şehremini übernahm, der für die Alte Stadt verantwortliche, vertrauenswürdige Mann, dem auch richterliche Befugnisse zukamen. Daneben spielten aber vor allem die Kadis (Istanbul Kadısı) eine wichtige Rolle, die religiösen Richter. Von letzteren ist bis 1855 eine Reihe von 422 Amtsinhabern überliefert.
Mit der Reform dieses Jahres (Gründung der Belediye) erhielt das Amt einen neuen Funktionsumfang, zudem entstand neben dem Verantwortlichen für die Stadt gegenüber dem Sultan auch ein Stadtrat. Erst ab diesem Zeitpunkt entsprach das Amt der von westlichen Verwaltungsgrundsätzen geprägten Vorstellung eines Bürgermeisters.

## Bürgermeister im Osmanischen Reich
| Name                         | Beginn             | Ende der Amtszeit  |
| ---------------------------- | ------------------ | ------------------ |
| Pepe Salih Paşa              | 13. Juli 1855      | 4. November 1855   |
| Hacı Hüsam Efendi            | 3. November 1855   | 23. Februar 1856   |
| Osman Raşid Paşa             | 24. Februar 1856   | 18. Juni 1858      |
| Hüseyin Bey                  | 19. Juni 1858      | 1. Mai 1860        |
| Ahmed Şükrü Bey              | 12. Mai 1860       | 14. April 1862     |
| Hacı Ahmed Efendi            | 22. April 1862     | 22. Juni 1862      |
| Hüseyin Bey                  | 22. Juni 1862      | 16. März 1868      |
| Server Paşa                  | 7. März 1868       | 6. Juli 1870       |
| Haydar Efendi                | 18. Juli 1870      | 30. August 1872    |
| Ali Rıza Bey                 | 21. September 1872 | 10. Mai 1873       |
| Besim Bey                    | 12. Mai 1873       | 23. August 1873    |
| Ali Paşa                     | 23. August 1873    | 12. Juli 1874      |
| Hekim İsmail Paşa            | 15. Juli 1874      | 1. Oktober 1874    |
| Feyzi Bey                    | 2. Oktober 1874    | 30. Oktober 1874   |
| Hekim İsmail Paşa            | 30. Oktober 1874   | 24. März 1875      |
| Şevket Bey                   | 25. März 1875      | 24. Mai 1875       |
| Ali Kabuli Paşa              | 30. Mai 1875       | 19. Juli 1875      |
| Cenanizade Mehmed Kadri Paşa | 19. Juli 1875      | 10. September 1875 |
| Halet Paşa                   | 10. September 1875 | 22. Dezember 1875  |
| Cenanizade Mehmed Kadri Paşa | 24. Dezember 1875  | 28. November 1876  |
| Refik Bey                    | 28. November 1876  | 14. November 1878  |
| Galib Paşa                   | 20. November 1878  | 28. März 1879      |
| Ahmet Rasim Paşa             | 30. März 1879      | 20. April 1879     |
| Reşid Paşa                   | 20. April 1879     | 5. August 1879     |
| Rıza Paşa                    | 6. August 1879     | 29. November 1879  |
| Mehmed Arif Paşa             | 30. November 1879  | 2. März 1880       |
| Rıza Paşa                    | 4. März 1880       | 30. März 1881      |
| Mazhar Paşa                  | 2. April 1881      | 21. September 1890 |
| Rıdvan Paşa                  | 22. September 1890 | 10. Juni 1906      |
| Reşid Mümtaz Paşa            | 14. Juni 1906      | 18. Juli 1908      |
| Şerif Mehmed Rauf Paşa       | 19. Juli 1908      | 27. Juli 1908      |
| Ziver Bey                    | 28. Juli 1908      | 16. März 1909      |
| Hazım Bey                    | 17. März 1909      | 13. Juli 1909      |
| Halil Edhem Eldem            | 20. Juli 1909      | 6. Januar 1910     |
| Mehmet Tevfik Biren          | 8. Januar 1910     | 19. Mai 1910       |
| Subhi Bey                    | 25. Mai 1910       | 26. Juli 1911      |
| Hüseyin Kazım Kadri          | 21. Juli 1911      | 27. August 1911    |
| Tevfik Bey                   | 28. August 1911    | 18. August 1912    |
| Cemil Topuzlu                | 18. August 1912    | 7. November 1914   |
| İsmet Bey                    | 8. November 1914   | 3. Februar 1915    |
| İsmail Canbulat              | 4. Februar 1915    | 29. April 1915     |
| Bedri Bey                    | 30. April 1915     | 7. Juli 1917       |
| Sezai Bey                    | 8. Juli 1917       | 17. August 1918    |
| Cemil Topuzlu                | 28. August 1918    | 15. Dezember 1918  |
| Yusuf Ziya Bey               | 18. Dezember 1918  | 4. Mai 1919        |
| Cemil Topuzlu                | 5. Mai 1919        | 28. Februar 1920   |
| Hayreddin Bey                | 2. März 1920       | 17. April 1920     |
| Salim Paşa                   | 18. April 1920     | 2. Dezember 1920   |
| Yusuf Razi Bey               | 5. Dezember 1920   | 23. Februar 1921   |
| Mehmed Ali Bey               | 24. Februar 1921   | 5. Juli 1921       |
| Mehmed Celal Bey             | 7. Juli 1921       | 4. März 1922       |
| Ziya Bey                     | 5. März 1922       | 13. April 1923     |

## Bürgermeister in der Republikszeit
| Name                                                        | Beginn             | Ende der Amtszeit  |
| ----------------------------------------------------------- | ------------------ | ------------------ |
| Haydar Yuluğ                                                | 15. April 1923     | 8. Juni 1924       |
| Emin Erkul                                                  | 8. Juni 1924       | 12. Oktober 1928   |
| Muhittin Üstündağ                                           | 14. Oktober 1928   | 4. Dezember 1938   |
| Lütfi Kırdar                                                | 8. Dezember 1938   | 16. Oktober 1949   |
| Fahrettin Kerim Gökay                                       | 24. Oktober 1949   | 26. Oktober 1957   |
| Kemal Hadımlı                                               | 12. Juli 1957      | 5. Oktober 1957    |
| Mümtaz Tarhan                                               | 29. November 1957  | 11. Mai 1958       |
| Ethem Yetkiner                                              | 14. Mai 1958       | 24. Dezember 1958  |
| Kemal Aygün                                                 | 25. Dezember 1958  | 27. Mai 1960       |
| Refik Tulga                                                 | 27. Mai 1960       | 14. Juni 1960      |
| Şefik Erensü                                                | 14. Juni 1960      | 24. September 1960 |
| Refik Tulga                                                 | 24. September 1960 | 26. Februar 1962   |
| Turan Ertuğ                                                 | 27. Februar 1962   | 16. März 1962      |
| Kadri İlkay                                                 | 17. März 1962      | 30. Dezember 1963  |
| Kamuran Görgün                                              | 8. Juni 1962       | 22. Juni 1962      |
| Niyazi Akı                                                  | 31. Januar 1963    | 28. Februar 1963   |
| Necdet Uğur                                                 | 23. Februar 1963   | 9. Dezember 1963   |
| Haşim İşcan                                                 | 10. Dezember 1963  | 11. März 1968      |
| Faruk Ilgaz                                                 | 12. März 1968      | 6. Juni 1968       |
| Fahri Atabey                                                | 8. Juni 1968       | 9. Dezember 1973   |
| Ahmet İsvan                                                 | 14. Dezember 1973  | 11. Dezember 1977  |
| Aytekin Kotil                                               | 14. Dezember 1977  | 12. September 1980 |
| İsmet Hakkı Akansel                                         | 12. September 1980 | 30. August 1981    |
| Ecmel Kutay                                                 | 30. August 1981    | 24. März 1982      |
| Abdullah Tırtıl                                             | 24. März 1982      | 26. März 1984      |
| Bedrettin Dalan                                             | 26. März 1984      | 28. März 1989      |
| Nurettin Sözen                                              | 28. März 1989      | 27. März 1994      |
| Recep Tayyip Erdoğan                                        | 27. März 1994      | 6. November 1998   |
| Ali Müfit Gürtuna                                           | 12. November 1998  | 28. März 2004      |
| Kadir Topbaş                                                | 28. März 2004      | 22. September 2017 |
| Mevlüt Uysal                                                | 28. September 2017 | 17. April 2019     |
| Ekrem İmamoğlu                                              | 17. April 2019     | 6. Mai 2019        |
| Ali Yerlikaya (interimistisch; als Gouverneur von Istanbul) | 7. Mai 2019        | 27. Juni 2019      |
| Ekrem İmamoğlu                                              | 27. Juni 2019      | 23. März 2025      |
| Nuri Aslan                                                  | 26. März 2025      |                    |